# Hexaammincobalt(III)-chlorid
Hexaammincobalt(III)-chlorid ist eine chemische Verbindung aus der Gruppe der Amminkomplexe und Chloride. Die Verbindung gehört zu den noch heute nach Alfred Werner benannten Werner-Komplexen, zu denen unter anderem auch die verwandten Hexaammincobalt(III)-nitrat, Hexaammincobalt(II)-iodid und Hexaammincobalt(III)-iodid gehören.

## Gewinnung und Darstellung
Hexaammincobalt(III)-chlorid kann durch Reaktion von Cobalt(II)-chlorid-Hexahydrat mit Ammoniumchlorid und Ammoniak in einem Luftstrom gewonnen werden.
{\displaystyle \mathrm {4\ CoCl_{2}\ +4\ NH_{4}Cl+20\ NH_{3}+O_{2}\longrightarrow } }{\displaystyle \mathrm {4\ [Co(NH_{3})_{6}]Cl_{3}+2\ H_{2}O} }

## Eigenschaften

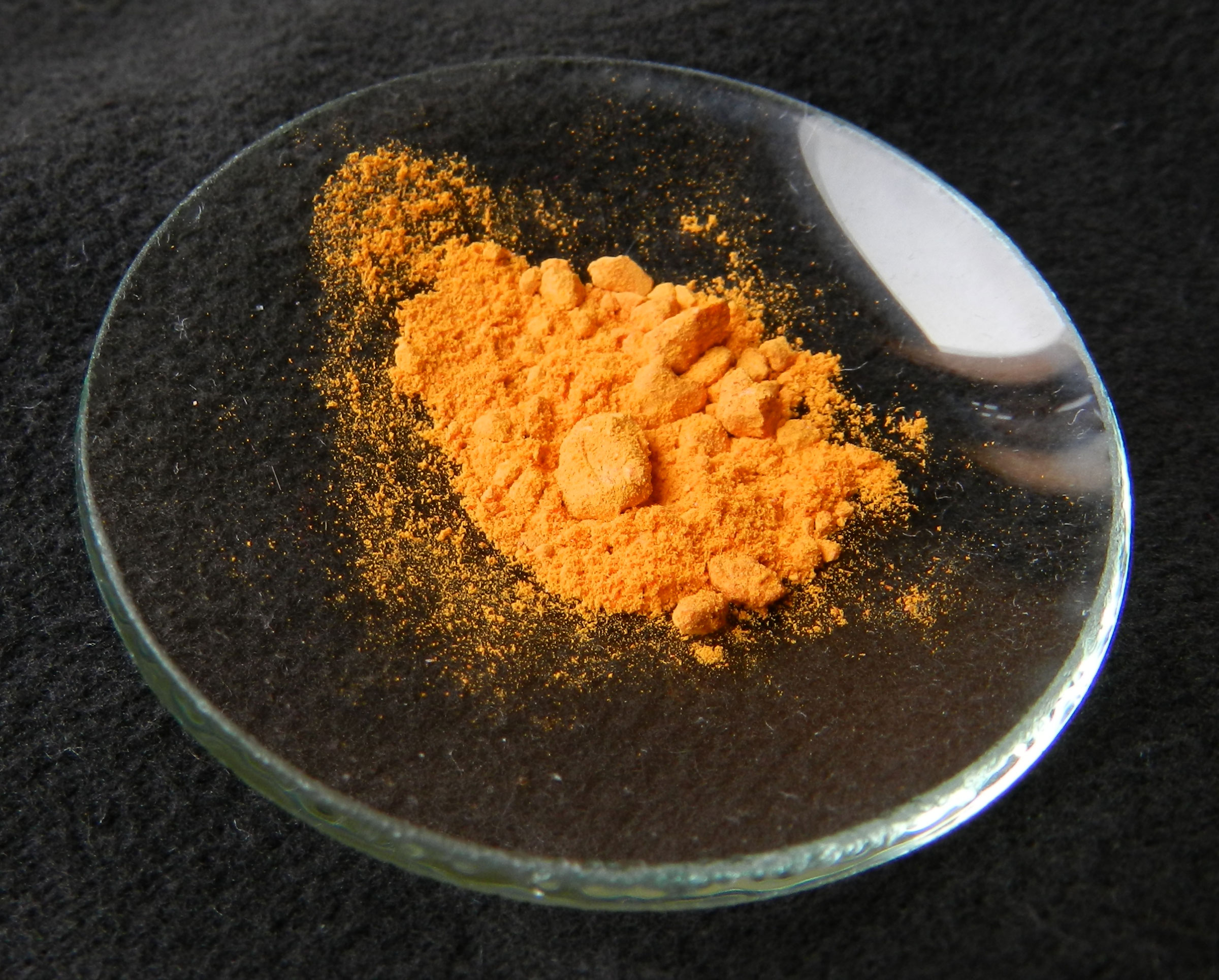

Hexaammincobalt(III)-chlorid ist ein oranger, wein- oder bräunlichroter geruchloser kristalliner Feststoff, der wenig löslich in Wasser ist. Beim Kochen in Wasser entsteht Cobalt(II)-hydroxid. Bei Temperaturen über 215 °C erfolgt Zersetzung unter Ammoniakabgabe. Die Verbindung wurde 1798 von Citoyen Tassaert entdeckt.

## Verwendung
Hexaammincobalt(III)-chlorid wird in der Biochemie verwendet.

## Externe Links zu erwähnten Verbindungen
1. ↑  Externe Identifikatoren von bzw. Datenbank-Links zu Hexaammincobalt(III)-nitrat:  CAS-Nr.: 10534-86-8, PubChem: 14228785, ChemSpider: 11297703, Wikidata: Q16326579.
2. ↑  Externe Identifikatoren von bzw. Datenbank-Links zu Hexaammincobalt(II)-iodid:  CAS-Nr.: 13841-84-4, Wikidata: Q133274571.
3. ↑  Externe Identifikatoren von bzw. Datenbank-Links zu Hexaammincobalt(III)-iodid:  CAS-Nr.: 13841-85-5, Wikidata: Q133274576.